# Way Too Far
Way Too Far» es una canción de la banda estadounidense de nu metal Korn. Fue lanzado el 6 de marzo de 2012 como el tercer sencillo de su décimo álbum de estudio The Path of Totality, editado en diciembre de 2011. El sencillo cuenta con producción y música adicional de 12th Planet, Flinch y Downlink.

## Antecedentes y composición
Jonathan Davis explica el significado de la canción:

Se trata de los seres humanos y de mí mismo... se trata de mí mismo; A veces llevo las cosas demasiado lejos, algo tan estúpido en lo que no debería desperdiciar mi energía; me asustaré y lo convertiré en algo enorme cuando no debería ser nada. Creo que mucha gente puede identificarse con eso.

## Video musical
El vídeo musical de "Way Too Far" se estrenó el 7 de mayo de 2012 y fue dirigido por Joshua Allen, quien también dirigió el vídeo musical anterior de "Chaos Lives in Everything". A diferencia de los videos anteriores, este video fue conceptual y su concepto presenta a cada miembro de la banda llevando las cosas "demasiado lejos". El alter ego de Jonathan Davis, JDevil, aparece en el vídeo.

## Posicionamiento en lista
| Lista (2012)                     | Posición |
| -------------------------------- | -------- |
| Estados Unidos (Mainstream Rock) | 38       |